# 刘元诚
刘元诚（？—？），湖北省安陸府天門縣人，清朝官員、進士出身。

## 生平
光緒十五年，登進士，同年五月，著交吏部掣签，分发各省以知县即用。1891年，接替王椿荫任金山县知县一职，1899年由武麟接任。